# House of Lords Appointments Commission
Die House of Lords Appointments Commission (HOLAC) ist eine gesetzlich geregelte, unabhängige Institution im Vereinigten Königreich. Die Kommission hat drei Aufgaben:
- Personen für die Ernennung als Life Peer unabhängig von den politischen Parteien zu empfehlen.
- Alle Personen zu beurteilen, deren Aufnahme in das House of Lords vorgeschlagen wurde, auch wenn dies durch eine politische Partei geschah.
- Personen zu beurteilen, die für ihre politische Arbeit für einen Ehrentitel vorgeschlagen wurden, so wie alle die, die sehr spät in die Liste aufgenommen wurden.

Die Kommission wurde im Mai 2000 als Teil der Reformen im Zusammenhang mit dem House of Lords Act 1999 eingerichtet. Die Kommission soll den Prozess der Berufung von neuen Mitgliedern des House of Lords allgemein besser verständlich und nachvollziehbar machen.

## Mitglieder der Kommission
Die Kommission hat parteilose Mitglieder genauso wie Mitglieder, die das House of Lords und die dort vertretenen drei großen Parteien vertreten.
- The Baroness Deech of Cumnor DBE, Vorsitzende
- The Baroness Noakes of Goudhurst DBE, Mitglied auf Vorschlag der Conservative Party
- The Baroness Taylor of Bolton PC, Mitglied auf Vorschlag der Labour Party
- The Baroness Parmiter of Godalming, Mitglied auf Vorschlag der Liberal Democrats
- Rt Rev and Rt Hon the Lord Richard Chartres GCVO PC, nicht-parteigebundenes Mitglied
- The Lord-Lieutenant of Belfast. Mrs Fionnuala Jay-O'Boyle CBE DL, nicht-parteigebundenes Mitglied
- The Rt Hon Sir Hugh Robertson KCMG PC DL, nicht-parteigebundenes Mitglied
- Wayne Reynolds, nicht-parteigebundenes Mitglied

## „People’s peers“
Die Kommission kann Vorschläge für die Ernennung von Life Peers machen, dazu hat sie sich selbst folgende Kriterien zur Beurteilung der Kandidaten gegeben:
- nachweisbare Erfolge in ihrem Leben
- die Fähigkeit, einen messbaren Beitrag zur Arbeit des House of Lords zu leisten
- die Möglichkeit, Zeit für die Arbeit im House of Lords bereitzustellen
- ein grundsätzliches Verständnis der Verfassung und der Rolle des House of Lords
- Integrität und Unabhängigkeit
- ein untadliges Leben in der Öffentlichkeit
- Unabhängigkeit von jeder politischen Partei[1]

Die Kommission hat seit ihrer Gründung bis 2015 fünfzehnmal Vorschlagslisten mit insgesamt 59 Personen vorgelegt. Alle Vorgeschlagenen wurde für die Würde des Life Peers vorgeschlagen. Der Umstand, dass die vorgeschlagenen Personen weder dem Adel noch den politischen Parteien angehörten, hat britische Medien dazu veranlasst, sie People’s Peers (deutsch etwa: Volksadlige) zu nennen. Diese Bezeichnung ist aber in keiner Weise offiziell. Die Schaffung der Kommission sollte allein dazu dienen, das Verfahren der Ernennung öffentlicher zu machen, die Vorschlagenden zu größerer Verantwortung anhalten und die Mitglieder des House of Lords zu besseren Repräsentanten der allgemeinen Bevölkerung zu machen, erklärte Premierminister Tony Blair. Die Auswahlliste kam jedoch bei der ersten Veröffentlichung 2001 in die Kritik diesem Anspruch nicht zu genügen. Im März 2006 führten die Einwände der Kommission gegen Vorschläge Tony Blairs zum Cash for Peerages-Skandal, als behauptet wurde, dass vorgeschlagenen Personen größere Geldzuwendungen an die Labour-Partei gemacht hätten und deswegen auf die Liste aufgenommen wurden.

## Berufungsvorschläge der Kommission
Die folgenden Personen wurden durch die Kommission seit ihrer Einrichtung zur Aufnahme in das House of Lords vorgeschlagen:

### 26. April 2001
- Victor Adebowale CBE
- Richard Best OBE
- Amir Bhatia OBE
- Sir John Browne
- Professor Michael Chan MBE
- Sir Paul Condon QPM
- Professor Ilora Finlay
- Professor Susan Greenfield CBE
- Sir David Hannay GCMG CH
- Valerie Howarth
- Lady Howe of Aberavon CBE
- Sir Robert May OM AC
- Sir Claus Moser KCB CBE
- Sir Herman Ouseley
- Sir Stewart Sutherland KT

### 1. Mai 2004
- Professor Sir Alec Broers
- Nicola Chapman
- Sir Ewen Cameron
- Dr Frances D’Souza CMG PC
- Professor Elaine Murphy
- Professor Lola Young OBE
- Dr Diljit Rana MBE

### 22. März 2005
- Dame Rennie Fritchie DBE
- General Sir David Ramsbotham GCB CBE

### 22. Juli 2005
- Dame Ruth Deech DBE
- Michael Hastings CBE
- Professor Sir Martin Rees OM
- Adair Turner
- Jo Valentine

### 3. Mai 2006
- Professor Colin Low CBE
- Sir David Rowe-Beddoe
- Dame Elizabeth Butler-Sloss GBE
- Sir Geoffrey Dear QPM
- Professor Kamlesh Patel OBE
- Karan Bilimoria CBE
- Molly Meacher

### 15. Februar 2007
- Professor Paul Bew
- Dame Jane Campbell DBE
- Jean Coussins
- Khalid Hameed CBE
- Professor Sir John Krebs
- Andrew Mawson OBE

### 18. Oktober 2007
- Professor Haleh Afshar OBE
- Professor Sir Nicholas Stern

### 18. April 2008
- The Hon. Dame Eliza Manningham-Buller DCB
- Sir John Mogg KCMG
- Sir Robert Smith

### September 2008
- Susan Campbell CBE
- David Pannick

### 13. Juli 2009
- Rabbi Sir Jonathan Sacks
- Dame Nuala O’Loan DBE

### 5. Februar 2010
- Sir Michael Bichard KCB
- Dame Tanni Grey-Thompson DBE
- Tony Hall CBE
- Professor Ajay Kakkar

### 5. Oktober 2010
- Professor Peter Hennessy
- Professor Sheila Hollins

### 5. September 2011
- Dr Indarjit Singh CBE
- Sir Donald Curry CBE

### 17. Mai 2012
- Beeban Kidron
- Professor Alexander Trees

### 27. Februar 2013
- Martha Lane Fox, Baroness Lane-Fox of Soho CBE
- Michael Berkeley, Baron Berkeley of Knighton

### 13. Oktober 2015
- Robert Mair CBE
- John Bird, Baron Bird MBE
- Julia King, Baroness Brown of Cambridge DBE
- Mary Watkins, Baroness Watkins of Tavistock

### Juni 2018
- Sir David Anderson
- Rosie Boycott
- Deborah Bull

### Februar 2021
- Professor Dame Susan Black DBE
- Sir Amyas Morse

### Mai 2022
- Shaista Gohir OBE
- Professor Katherine Willis CBE

### Mai 2024
- Dr Alexandra Freeman
- Professor Lionel Tarassenko CBE